# استپان شاهپاز
استپان مانوکی شاهپاز (ارمنی: Ստեփան Մանուկի Շահպազ؛  زادهٔ ۸ اوت ۱۹۰۰ - درگذشته)، نویسنده، لغت‌شناس و حقوق‌دان اهل ارمنستان بود.

## زندگی‌نامه
وی در ۸ اوت ۱۹۰۰ در آدانا، امپراتوری عثمانی به دنیا آمد و در سال ۱۹۲۵ از دانشگاه پاریس فارغ‌التحصیل شد.  وی در ۱۹۹۴ در سن ۹۴ سالگی در اسکندریه، مصر درگذشت.